# Miltiades Caridis
Miltiades Caridis ou Miltiádis Karýdis (en grec moderne : Μιλτιάδης Καρύδης) est un chef d'orchestre germano-grec né à Gdańsk le 9 mai 1923 et mort à Athènes le 1er mars 1998. 

## Biographie
Miltiades Caridis est né d'une mère allemande et d'un père grec. Il a passé sa jeunesse à Dresde mais sa famille déménagea en Grèce en 1938. Il étudia alors la musique au Conservatoire national de Grèce dirigé par Manólis Kalomíris et fut le seul rescapé de sa classe après la Seconde Guerre mondiale. 
Après la guerre, il poursuivit ses études à la Hochschule für Musik de Vienne (actuelle Universität für Musik und darstellende Kunst de Vienne) auprès de Joseph Marx et Hans Swarowsky.
Il a dirigé l'Orchestre de Graz, l'Orchestre de Cologne, l'Opéra d'État de Vienne (1962-1969), le Philharmonia Hungarica (1960-1967), l'Orchestre philharmonique d'Oslo (1969-1975), le Duisburger Sinfoniker (1975-1981), le Tonkünstler-Orchester (1979-1985) et, jusqu'à sa mort, l'Orchestre de la Radio grecque (1995-1997).
Il a été récompensé par la médaille Béla Bartók en 1981 pour avoir contribué à la diffusion de l'œuvre de ce compositeur. Il a été également primé en 1991 par l'Académie d'Athènes.
Il est mort à Athènes, foudroyé par une attaque alors qu'il répétait avec l'Orchestre national de Grèce.

## Enregistrements
- Manólis Kalomíris, 1er Symphonie, Níkos Skalkótas, Symphonie Le retour d'Ulysse, Autriche, Koch International (CD 311 110 H1), 1990. (Orchestre symphonique de la Radio danoise et Orchestre radio symphonique de Vienne sous la direction de Caridis)